# Tethina insulans
Tethina insulans är en tvåvingeart som beskrevs av Charles Howard Curran 1932. Tethina insulans ingår i släktet Tethina och familjen Canacidae. Inga underarter finns listade i Catalogue of Life.